# Carl Christian Hall
Carl Christian Hall (Copenhague, 25 de fevereiro de 1812 – Copenhague, 14 de agosto de 1888) foi um político da Dinamarca, cuja política levou o país a uma desastrosa guerra com a Prússia. Ocupou o cargo de primeiro-ministro da Dinamarca.

## Vida
Carlos Christian Hall nasceu em Copenhague em 25 de fevereiro de 1812. Estudou direito e, em 1848, tornou-se líder do Partido Nacional Liberal. Serviu como ministro da igreja, educação e cultura em 1854-57. Apoiou o antigo programa Eider do seu partido, favorecendo a incorporação do Ducado de Eslésvico ao estado dinamarquês. Como primeiro-ministro, a partir de 1857 (e também como ministro das Relações Exteriores de 1858), tentou aproximar Eslésvico da Dinamarca, apesar das objeções da Prússia. Hall aprovou a constituição de novembro de 1863, que incorporou o ducado na Dinamarca e que logo levou à guerra com os estados alemães. Recusou a participação em um novo governo liderado por seu companheiro nacional liberal Ditlev Gothard Monrad, que foi formado em dezembro de 1863. A guerra se mostrou desastrosa à Dinamarca no ano seguinte, e Hall pediu e ganhou aceitação de termos de paz humilhantes, que separaram Eslésvico e Holsácia da monarquia dinamarquesa e cedeu-os à Prússia e à Áustria. Hall novamente foi ministro da igreja, educação e cultura em 1870-74 e foi eleito presidente do Partido Conservador na câmara baixa do parlamento em 1879. Faleceu em Copenhague em 14 de agosto de 1888.